# Velika nagrada La Baule
Velika nagrada La Baule je bila avtomobilistična dirka, ki je med letoma 1926 in 1952 potekala v francoskem mestu La Baule. Najuspešnejši dirkač na dirki je William Grover-Williams s tremi zmagami, med moštvi pa Bugatti s kar šestimi.

## Zmagovalci
| Leto | Zmagovalec              | Moštvo  | Dirkališče | Poročilo |
| ---- | ----------------------- | ------- | ---------- | -------- |
| 1952 | Alberto Ascari          | Ferrari | La Baule   | Poročilo |
| 1933 | William Grover-Williams | Bugatti | La Baule   | Poročilo |
| 1932 | William Grover-Williams | Bugatti | La Baule   | Poročilo |
| 1931 | William Grover-Williams | Bugatti | La Baule   | Poročilo |
| 1929 | Philippe Étancelin      | Bugatti | La Baule   | Poročilo |
| 1928 | Pierre Blaque Belair    | Bugatti | La Baule   | Poročilo |
| 1927 | George Eyston           | Bugatti | La Baule   | Poročilo |
| 1926 | Louis Wagner            | Delage  | La Baule   | Poročilo |